# Sonate K. 539
La sonate K. 539 (F.483/L.121) en sol majeur est une œuvre pour clavier du compositeur italien Domenico Scarlatti.

## Présentation
La sonate K. 539, en sol majeur, notée Allegro, forme un couple avec la sonate précédente.

## Manuscrits
Le manuscrit principal est le numéro 26 du volume XIII (Ms. 9784) de Venise (1757), copié pour Maria Barbara ; les autres sont Parme XV 26 (Ms. A. G. 31420), Münster I 74 (Sant Hs 3964) et Vienne D 24 (VII 28011 D).

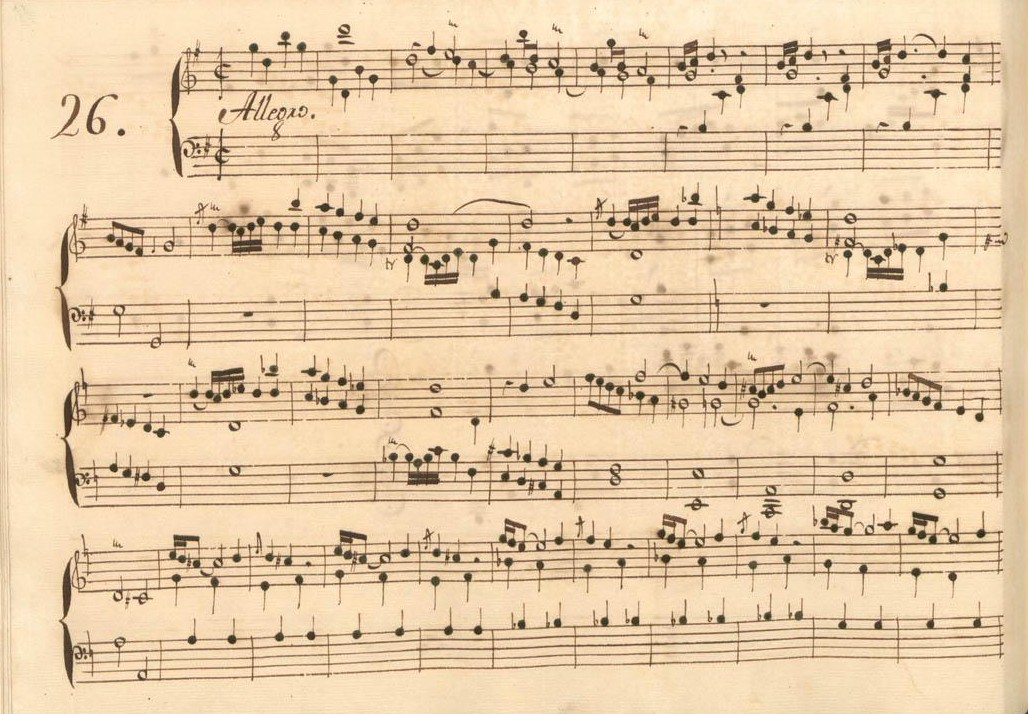
Parme XV 26.
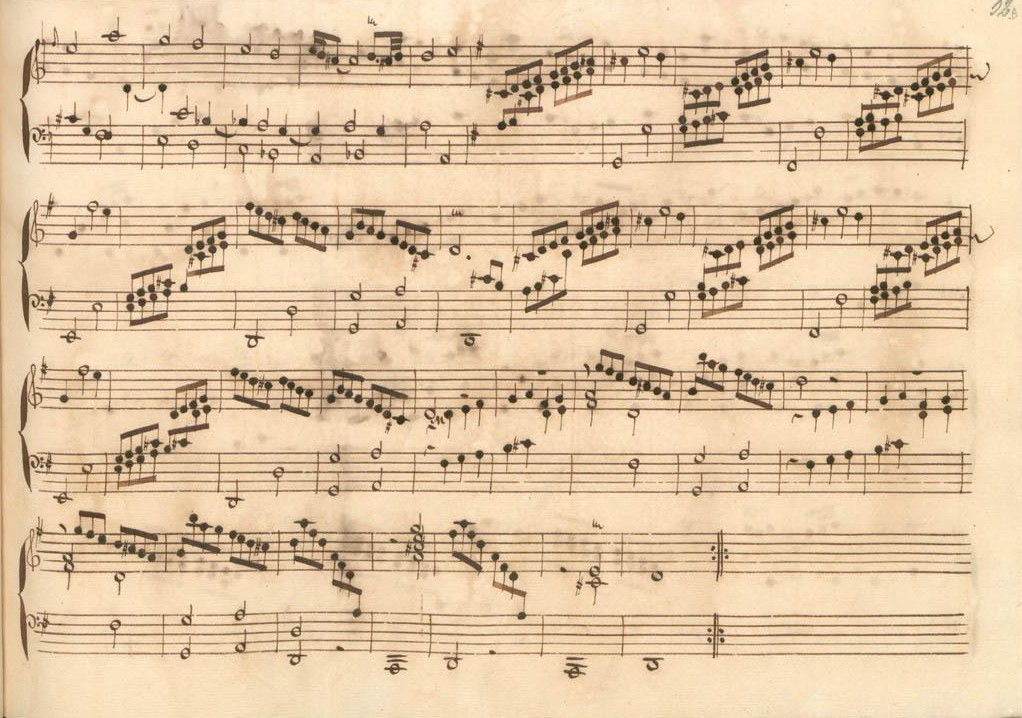
Parme XV 26 (fin de la première section).
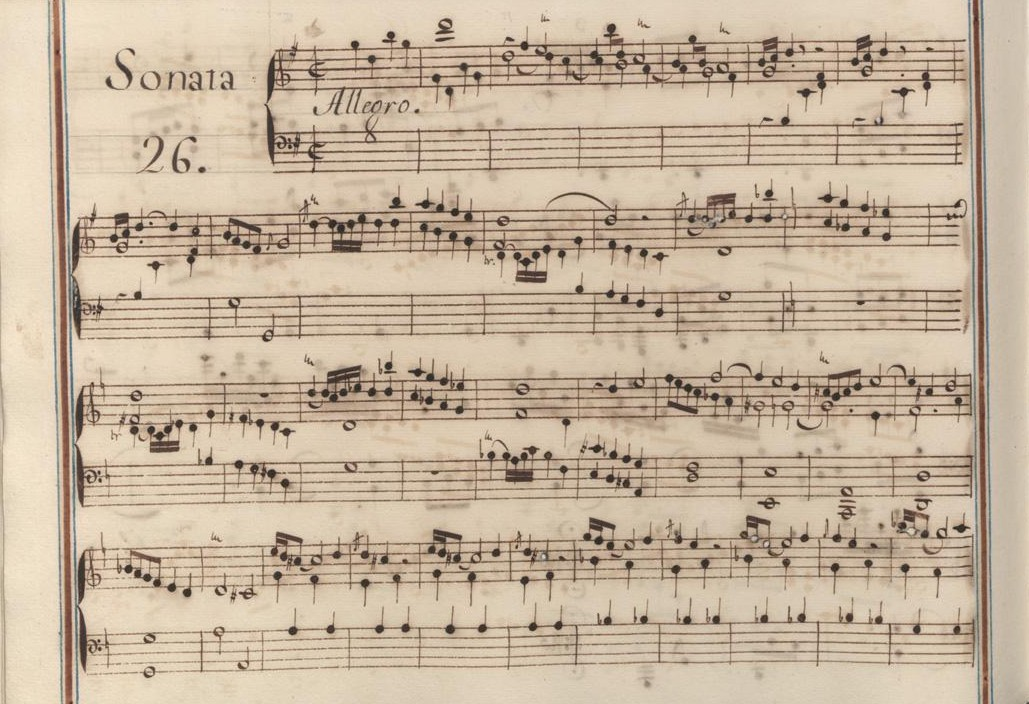
Venise XIII 26.
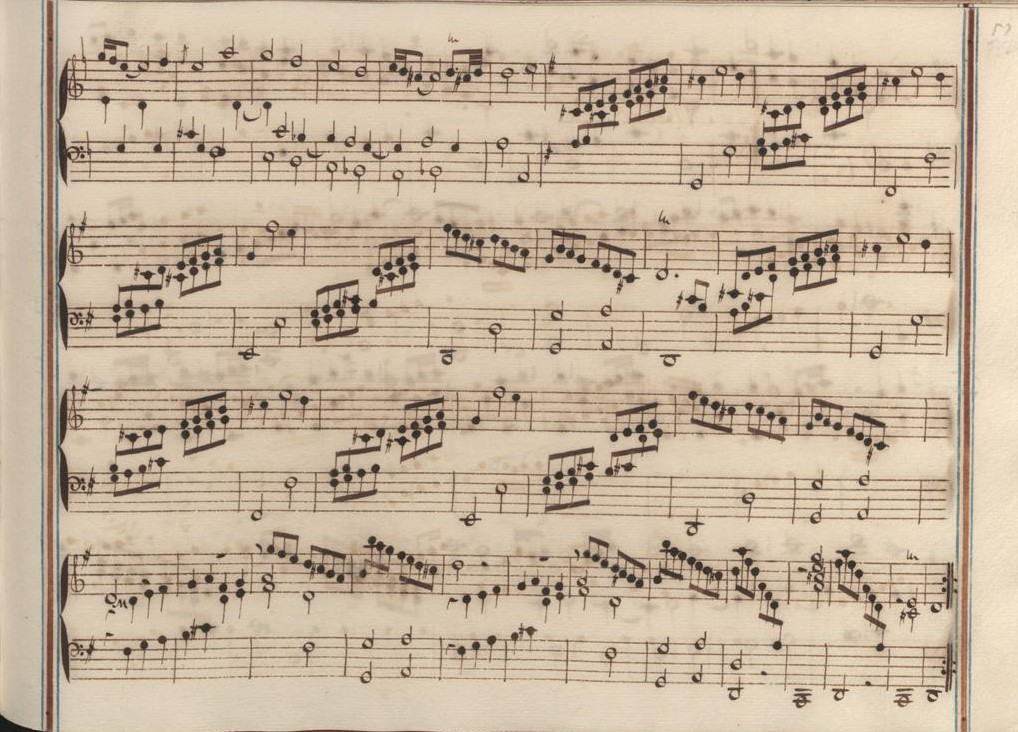
Venise XIII 26 (fin de la première section).
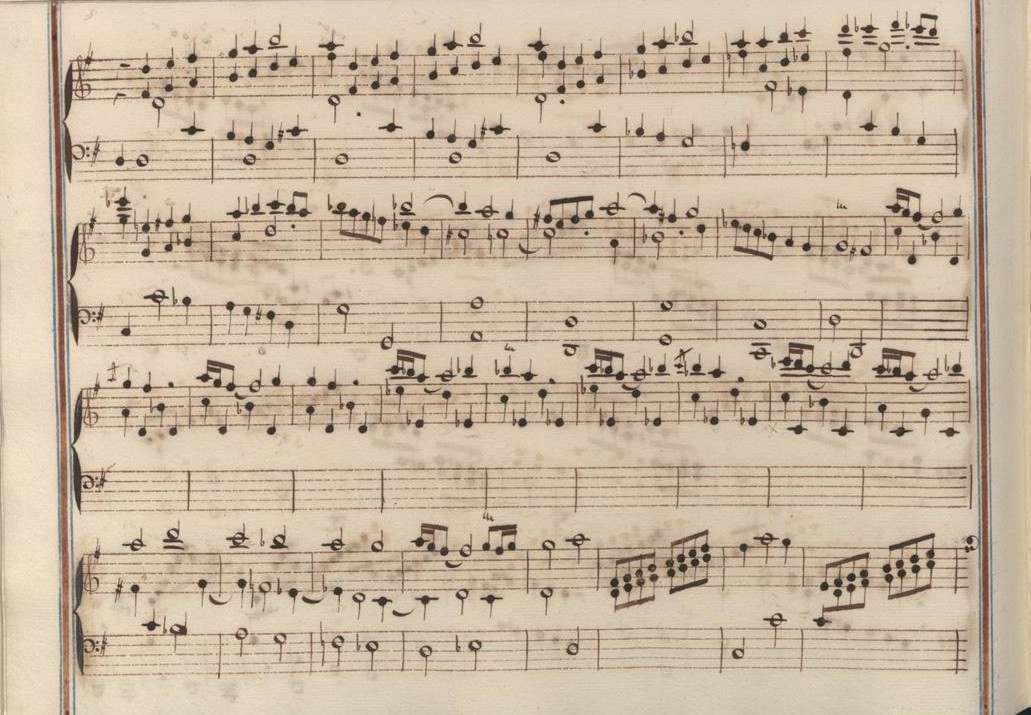
Venise XIII 26 (début de la seconde section).
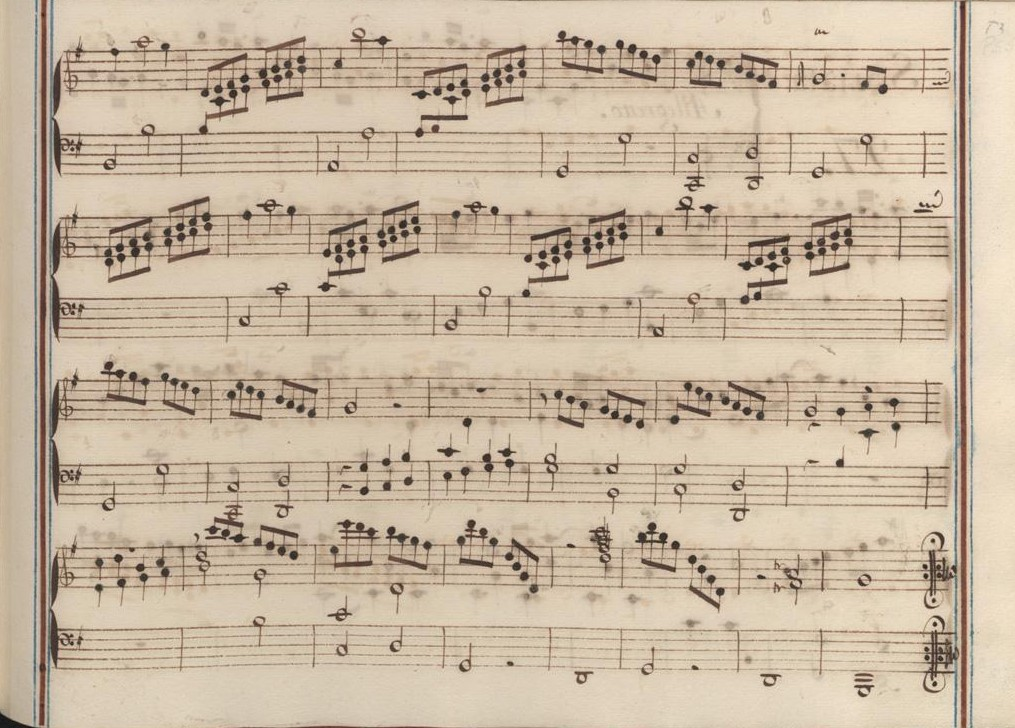
Venise XIII 26 (fin de la sonate).

## Interprètes
La sonate K. 539 est défendue au piano notamment par Peter Katin (1985, Claudio Records) et Artem Yasynskyy (2016, Naxos, vol. 20) ; au clavecin, elle est jouée par Scott Ross (1985, Erato), Richard Lester (2004, Nimbus, vol. 5) et Pieter-Jan Belder (Brilliant Classics, vol. 12).

## Sources
: document utilisé comme source pour la rédaction de cet article.
- Ralph Kirkpatrick (trad. de l'anglais par Dennis Collins), Domenico Scarlatti, Paris, Lattès, coll. « Musique et Musiciens », 1982 (1re éd. 1953 (en)), 493 p. (ISBN 978-2-7096-0118-4, OCLC 954954205, BNF 34689181).
- Alain de Chambure, « Domenico Scarlatti, Intégrale des sonates — Scott Ross », Erato/Éditions Costallat (2564-62092-2 (livret : 2292-45309-2)), 1985 (OCLC 891183737) .